# كاميرون ديفلن
كاميرون ديفلن (بالإنجليزية: Cameron Devlin)‏ هو لاعب كرة قدم أسترالي في مركز الوسط، ولد في 1999 في أستراليا. لعب مع سيدني إف سي.

## وصلات خارجية
- كاميرون ديفلن على موقع الاتحاد الأوربي (الإنجليزية)
- كاميرون ديفلن على موقع قاعدة بيانات كرة القدم.إي يو (الإنجليزية)
- كاميرون ديفلن على موقع ليكيب (الفرنسية)
- كاميرون ديفلن على موقع ناشيونال فوتبول تيمز (الإنجليزية)
- كاميرون ديفلن على موقع Soccerbase.com (لاعب) (الإنجليزية)
- كاميرون ديفلن على موقع Soccerway.com (الإنجليزية)
- كاميرون ديفلن على موقع عالم كرة القدم.نت (الإنجليزية)
- كاميرون ديفلن على موقع أوليمبيديا (الإنجليزية)